# لارا روکس
لارا روکس (انگلیسی: Lara Roxx؛ زاده ۱۲ دسامبر ۱۹۸۲) نام مستعار یک بازیگر پورنوگرافی کانادایی است. بعدها مشخص شد طی چهار سالی که در فیلم‌های پورن بازی می‌کرده‌است مبتلا به ویروس اچ‌آی‌وی بوده‌است. روکس در سن ۲۱ سالگی در سال ۲۰۰۴ بعد از مبتلا شدن به اچ‌آی‌وی از طریق بازی صحنه‌ای با دارن جیمز مشهور شد. او تنها دو ماه بعد از بازی اولین صحنه پورنش به اچ‌آی‌وی مبتلا شد. بعد از آن جیمز و راکس از تولید هرگونه محصول پورن در ایالات متحده منع شدند. او می‌گوید: «من گمان می‌کردم بازیگران پورن پاک‌ترین افراد دنیا هستند» مستند درون لارا روکس به زندگی این بازیگر و نحوه مبتلا شدن او به ایدز و وقایع پس از آن می‌پردازد.